# Luca (film)
Luca är en amerikansk datoranimerad långfilm från Pixar Animation Studios. Den är regisserad av Enrico Casarosa, med manus skrivet av Jesse Andrews och Mike Jones.
Filmen hade premiär på streamingtjänsten Disney+ den 18 juni 2021. Den hade biopremiär i Sverige den 12 april 2024.

## Handling
I en kuststad på italienska Rivieran delar en ung pojke som heter Luca sina äventyr tillsammans med sin nya bästa vän Alberto. Men Luca och Alberto gömmer en hemlighet, att de är båda havsmonster från en värld under vattenytan.

## Rollista (i urval)
| Roll               | Engelsk röst      | Svensk röst           |
| ------------------ | ----------------- | --------------------- |
| Luca Paguro        | Jacob Tremblay    | Orlando Wahlsteen     |
| Alberto Scorfano   | Jack Dylan Grazer | Hannes Duberg         |
| Giulia Marcovaldo  | Emma Berman       | Charlie Löfgren Kruse |
| Massimo Marcovaldo | Marco Barricelli  | Jan Åström            |
| Ercole Visconti    | Saverio Raimondo  | Robin Keller          |
| Daniela Paguro     | Maya Rudolph      | Ayla Kabaca           |
| Lorenzo Paguro     | Jim Gaffigan      | Rennie Mirro          |
| Mormor Paguro      | Sandy Martin      | Astrid Assefa         |
| Farbror Ugo        | Sacha Baron Cohen | Steve Kratz           |